# ナポリ国立考古学博物館
ナポリ国立考古学博物館（ナポリこくりつこうこがくはくぶつかん、伊: Museo Archeologico Nazionale di Napoli、略称: MANN）は、イタリアのナポリにある国立考古学博物館。ポンペイ・ヘルクラネウムの出土品やギリシア美術・ローマ美術の収蔵で世界的に知られる。

## 主な収蔵品
主な収蔵品に、アレクサンドロス大王の肖像画として有名なポンペイのモザイク画『アレクサンドロスのモザイク』や、『ファルネーゼのアトラス』『尻の美しいウェヌス』などからなるファルネーゼ家の旧蔵品「ファルネーゼ・コレクション」がある。
1階にファルネーゼ・コレクション、中2階と2階にポンペイ・ヘルクラネウムの出土品、地下に古代エジプトの出土品が主に展示されている。

## 歴史
建物は、1585年に騎兵隊兵舎として建てられ、1615年からナポリ大学の建物となった。
1734年、ブルボン朝のカルロ（スペイン王としてはカルロス3世）がナポリ国王になると、母方のファルネーゼ家のコレクションの展示場としてカポディモンテ美術館を構想した。合わせて、同時代に発掘が始まったポンペイ・ヘルクラネウムの出土品の展示場として、ポルティチ宮殿に考古学博物館を開くことを構想した。
1777年、カルロの子フェルディナンド4世が構想を継ぎ、ポルティチ宮殿の代わりにこの建物に考古学博物館を開いた。1816年、両シチリア王国成立に伴い「ブルボン王立博物館」となった。1860年、イタリア統一に伴い、国立博物館となった。以降現代まで、考古学の拠点として発展を続けている。

## エロティック・アート

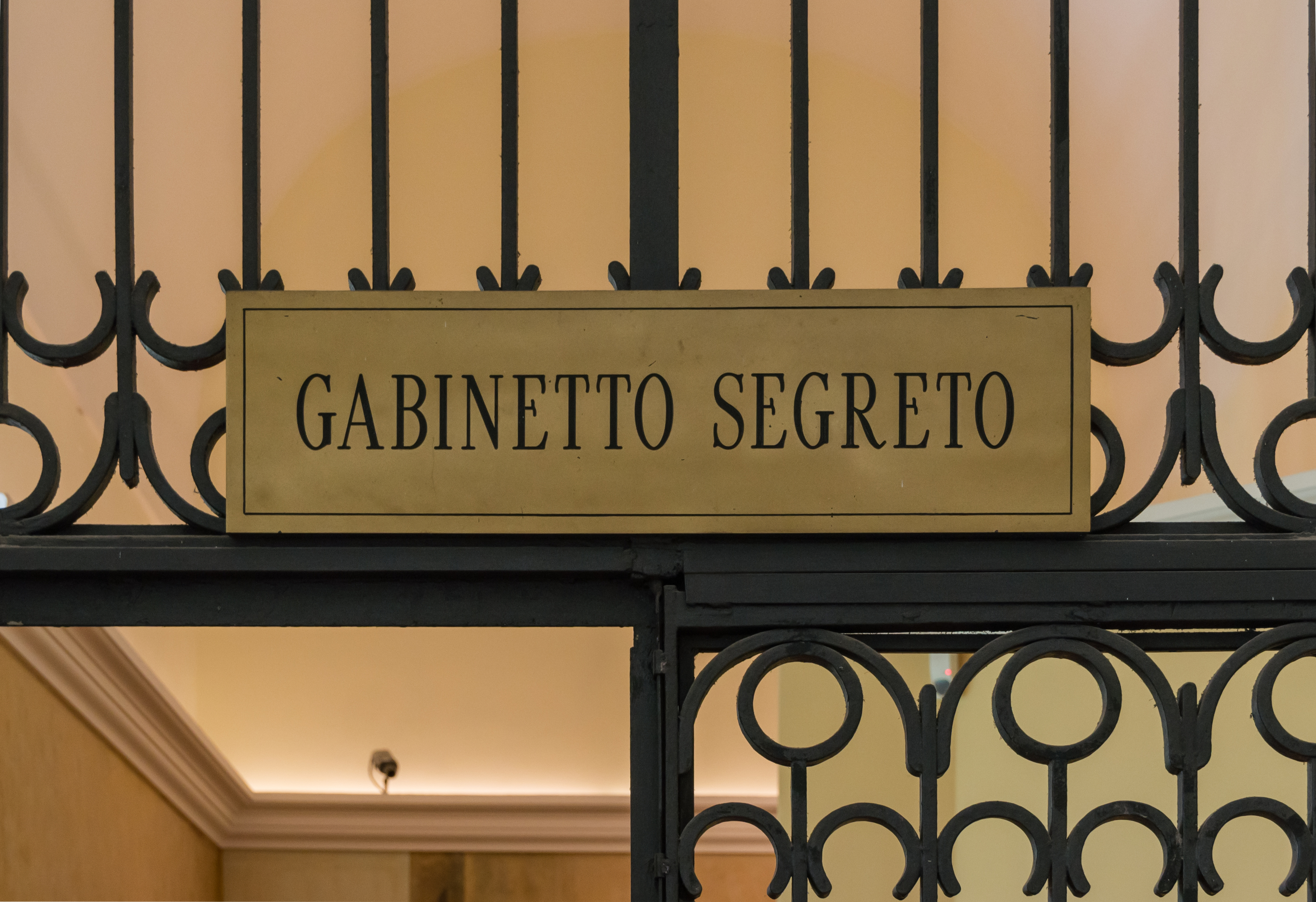
「秘密の小部屋」エロティック・アートが展示されている。

ポンペイ・ヘルクラネウムの出土品には、多くのエロティック・アートが含まれている（ポンペイとヘルクラネウムのエロティック・アート）。当館の「秘密の小部屋」には、約250点のエロティック・アートが収蔵されている。
この小部屋の歴史は、1819年に始まる。当時、カラブリア公フランチェスコ1世（後の国王）が娘とともに来館した際、館内のエロティック・アートを一室に隔離し、入室を許可制すべきだと提言した。以降、許可制が続いていた（完全禁止だった時代もある）が、2000年から一般公開されるようになった。

## 日本との関わり
2022年の東京国立博物館「ポンペイ展」、2025年の大阪関西万博イタリアパビリオンの『ファルネーゼのアトラス』等の出展に協力している。

## ギャラリー
- 『アレクサンドロスのモザイク（英語版）』（ポンペイ出土、モザイク画）
- 『パン屋の夫婦（英語版）』（ポンペイ出土、フレスコ画）
- 『青の壺』（ポンペイ出土、カメオガラス製）
- エピクロスの胸像（ヘルクラネウムのパピルス荘出土、ブロンズ像）
- 『ファルネーゼの雄牛（英語版）』（大理石像）
- 『ファルネーゼのアトラス』（大理石像）
- 『尻の美しいウェヌス』（大理石像）
- 『ファルネーゼの皿（英語版）』（宝石細工）